# Diecezja Kamloops
Diecezja Kamloops – diecezja rzymskokatolicka w Kanadzie. Powstała w 1945.

## Biskupi ordynariusze
- Edward Quentin Jennings (1946–1952)
- Michael Alphonsus Harrington (1952–1973)
- Adam Exner (1974–1982)
- Lawrence Sabatini (1982–1999)
- David Monroe (2002–2016)
- Joseph Nguyen (od 2016)